# Phyllophaga thoracica
Phyllophaga thoracica är en skalbaggsart som beskrevs av Hermann Burmeister 1855. Phyllophaga thoracica ingår i släktet Phyllophaga och familjen Melolonthidae. Inga underarter finns listade i Catalogue of Life.